# Jordanoleiopus flavescens
Jordanoleiopus flavescens là một loài bọ cánh cứng trong họ Cerambycidae.